# Ninì Falpalà
Ninì Falpalà è un film del 1933 diretto da Amleto Palermi.
Tratto dalla commedia "Il coraggio" di Augusto Novelli, girato a Roma all'interno degli studi della Caesar, nella primavera del 1933, con uscita nelle sale nel novembre dello stesso anno.

## Trama
Due anziani attori del teatro di varietà, ormai quasi dimenticati e senza lavoro, inventano un espediente perché si parli ancora di loro. L'attrice Ninì fa finta di suicidarsi mentre il compagno Farfara dovrebbe salvarla. Durante la messa in scena, un passante, Leone, salva l'aspirante e finta suicida, che chiede un risarcimento dal salvatore per aver fatto fallire la messa in scena. Dopo una serie di malintesi Ninì riuscirà a far riconciliare Leone con la fidanzata.

## La critica
Filippo Sacchi, nelle pagine del Corriere della Sera «Anche se gli autori del film non avessero commesso altri errori, sarebbe stato un errore capitale aver portato subito alla buffonata e quindi fuori dalla vita il carattere di Ninì Falpalà. C'era di questa figura di vecchia canzonettista, ilare, affamata di buon cuore, quale Dina Galli l'aveva disegnata fin dalle prime battute, lo scintillio di un elemento umano che sembrava saperle serbare attraverso le risate. Invece da quel momento in poi ella non è più un personaggio da farsa»